# Teixidor de Ruwet
El teixidor de Ruwet (Ploceus ruweti) és un ocell de la família dels ploceids (Ploceidae).

## Hàbitat i distribució
Habita pantans del sud-est de la República Democràtica del Congo.